# アルボース
株式会社アルボース（英: ARBOS corporation.）は、大阪府大阪市中央区備後町に本社を置く、業務用洗剤の製造販売を行う企業である。

## 会社概要
業務用を中心とした消毒・殺菌を目的とした洗剤の大手メーカー。その他、病院向けの液体酵素系洗浄剤や自動うがい液なども製造している。
主にオフィス・工場・学校の3点に販売チャネルを絞っている。
日本万国博覧会へ参加した経緯などから、万博公園が近い大阪府吹田市に本社を置いていたが、1990年代に日本精化（旧鈴木商店系列の精密化学企業）と密接となったことで、現在は同社の本社ビル内にオフィスが置かれている。
- 本社 - 大阪市中央区備後町2丁目4番9号　日本精化ビル
- 東京支店 - 東京都千代田区岩本町2丁目8番8号　栄泉岩本町ビル6F

## 沿革
- 1951年 - 大阪市道修町にて、資本金100万円でアルボース薬粧株式会社として設立
- 1963年 - 東京営業所を改組し、アルボース東部販売株式会社を設立。名古屋営業所を改組し、アルボース中部販売株式会社を設立
- 1981年 - アルボース東部販売を合併し、東京支店を設置
- 1990年 - 日本精化に買収され、同社グループに参画
- 1991年 - 株式会社アルボースに社名変更。アルボース中部販売を合併し、名古屋支店を設置。
- 1993年 - スコット社（現・キンバリークラーク社）と業務提携。

## 製品
- アルボナース（手指消毒剤）